# بنیاد اس‌سی‌پی

نشان بنیاد اس‌سی‌پی

بنیادِ اس‌سی‌پی (به انگلیسی: SCP Foundation)  (مخفف: secure contain protect) یک سازمانِ مخفیِ خیالی است. این بنیاد، مسئولِ شناسایی و کنترلِ پدیده‌های گوناگونِ فراطبیعی و مرموز است. پدیده‌هایی که توسطِ دانشِ کنونیِ بشری غیرِ قابلِ توضیح‌اند و به ناهنجاری یا "SCP" معروف‌اند. این سازمانِ وجودِ ناهنجاری‌ها را از باقیِ انسان‌ها پنهان نگه می‌دارد. بر واقعی بودن یا نبودن این سازمان تأکیدی نیست.

## نمونه‌هایی از اس‌سی‌پی‌ها
- SCP-055: یک شی ناشناخته است که باعث می‌شود هرکس که آن را بررسی می‌کند، ویژگی هایِ آن را فراموش کند و در نتیجه آن را غیرقابل توصیف و شناخت می‌کند.[۲]
- SCP-Overlord: ناهنجاری‌های وابسته به یک فرقهٔ مذهبی که خود را از دیگران دور نگه می‌دارند.